# Histoire des chemins de fer français
 (septembre 2017).
Pour un article plus général, voir Transport ferroviaire en France.
L'histoire des chemins de fer français commence au début du XIXe siècle. Le développement de la voie ferrée en France repose en grande partie sur une forte volonté politique de l'État dans les orientations choisies et les moyens mis en œuvre.
Cependant, c'est l'initiative privée qui est à l'origine des premières lignes et l'État intervient tardivement pour organiser ce secteur d'activité et créer les règles et normes nécessaires en termes économiques et de sécurité. 
Par ailleurs la France a longtemps possédé un important réseau secondaire, en différents écartements, généralement créé à l'initiative des départements, et exploité par des compagnies privées.
Depuis 1937, la majeure partie du réseau ferroviaire est exploitée par la Société nationale des chemins de fer français : la SNCF.
À son apogée avant la Première Guerre mondiale, le réseau ferroviaire français a ainsi compté près de 70 000 kilomètres de lignes nationales ou locales, alors qu'il n'en compte plus qu'environ 24 000 au début du XXIe siècle.

Carte animée de l'évolution du réseau ferroviaire d'intérêt général de 1827 à nos jours.

## Les débuts
Avant l'avènement du chemin de fer en France, le système de transport rapide est assuré par les diligences qui atteignent à partir des années 1780 la vitesse moyenne d'un cheval au trot (soit 10 à 11 km/h), et les malle-postes qui atteignent pratiquement le galop d'un cheval (16 à 18 km/h) au milieu du XIXe siècle.
Nombreux sont les témoignages de la révolution opérée par l’usage du train dans la durée des déplacements. Ainsi, Alexandre Dumas note qu’en 1828 il fallait 14 heures pour se rendre de Paris à Rouen par la diligence quand, 20 ans plus tard, le chemin de fer réduisait le trajet à trois heures et demie.
Alors que les chemins de fer se développent plus tôt ou plus rapidement au début du XIXe siècle au Royaume-Uni, en Allemagne, Belgique ou Suisse, la France prend du retard à cause des guerres napoléoniennes, la reconstruction monopolisant de lourds investissements qui feront défaut à la création des premières lignes qui sont d'abord courtes, servant à relier des villes voisines ou à donner aux cités minières et industrielles un débouché vers une voie d'eau. De plus, la France dispose d'un réseau routier (routes royales et départementale) et surtout d'un réseau de canaux et d'une batellerie bien développés, et les mentalités ne sont pas encore prêtes à ce changement du mode de transport. Ainsi, les Ponts & Chaussées définissent, dans les années 1840, les chemins de fer comme des « canaux secs », simples compléments des canaux d'eau.
Le développement des premières lignes de chemin de fer (réseau ferroviaire centralisé composé de lignes radiales reliant Paris à de grandes agglomérations) qui permettent d'atteindre 35 km/h ouvre un grand marché agricole national aux régions de production enclavées, leurs débouchés étant limités jusque-là par un temps de transport trop long pour leurs denrées périssables.
Au XIXe siècle, le besoin d'unifier l'heure sur tout le territoire se fait sentir, notamment avec l'essor du chemin de fer et l'impossibilité de régler les horaires des trains sur des heures locales variant d'un point géographique à un autre. Pour la régularité du service des trains, les chemins de fer prennent l'heure d'origine des réseaux français, c'est-à-dire celle de Paris mais, pour favoriser les voyageurs non ponctuels, on décide que l'heure du chemin de fer serait en retard de cinq minutes sur l'heure de Paris.

## Dates importantes

### Les bases du réseau

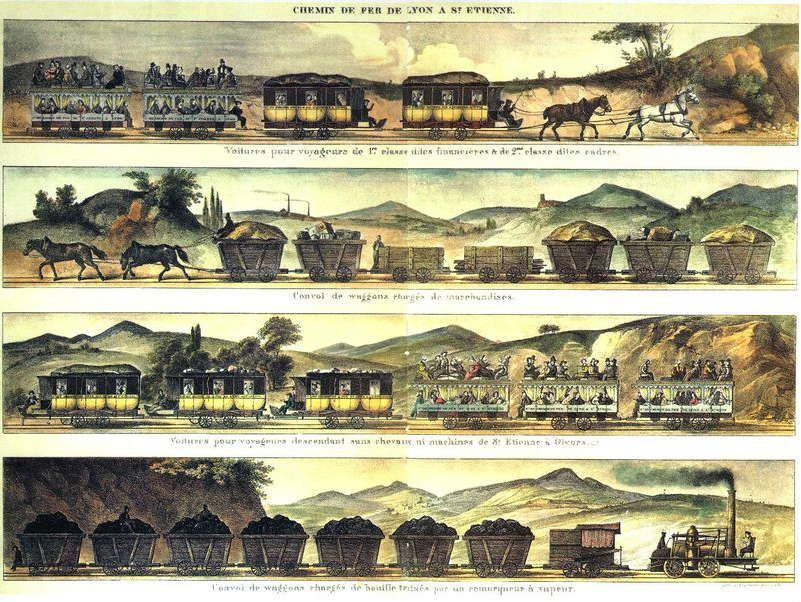
Quatre trains de la ligne de Saint-Étienne à Lyon :
- train de voyageurs en traction équestre ;
- train de marchandises en traction équestre ;
- train de voyageurs en descente gravitaire ;
- train de houille, tiré par une locomotive antérieure à 1840.

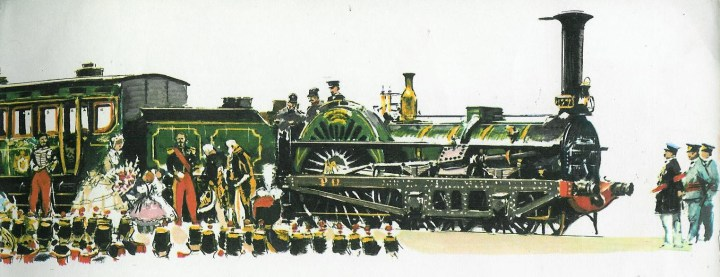
Train impérial vers 1854 sous Napoléon III.

- 1814, l'ingénieur en chef des mines Pierre Michel Moisson-Desroches adresse à Napoléon un mémoire intitulé : Sur la possibilité d'abréger les distances en sillonnant l'empire de sept grandes voies ferrées. Ce mémoire centrait sur Paris ces sept voies ferrées. Il sera repris en 1838 par Baptiste Alexis Victor Legrand.
- 26 février 1823 : la première concession d'une ligne de chemin de fer en France, par ordonnance du roi Louis XVIII, est celle de la ligne de Saint-Étienne à Andrézieux, 23 km, concédée à perpétuité à messieurs Beaunier et de Gallois pour le transport de houille. Cette ligne, mise en service le 30 juin 1827, est donc la première d'Europe continentale. La traction des wagons était assurée par des chevaux.
- 7 juin 1826 : la ligne de Saint-Étienne à Lyon, 58 km, est concédée aux frères Seguin. Elle fut ouverte de 1830 à 1832. Cette ligne entre en concurrence avec le canal de Givors à Rive-de-Gier qui connaît un grand succès depuis son ouverture en 1780. Mais la mauvaise gestion de ce canal facilite la tâche au chemin de fer dans sa course au monopole. C'est la première ligne de voyageurs payants, en 1831.
- 27 août 1828 : concession de la ligne d'Andrézieux à Roanne, 67 km, ouverte de 1832 à 1833. En réalité, cette ligne n'aboutit pas à l'origine à Roanne, la municipalité lui ayant refusé son territoire, mais s'arrête au Coteau, sur l'autre rive de la Loire, et dessert le port des Varennes. Là, une estacade permettait le transbordement du charbon dans les bateaux descendant la Loire et, ultérieurement, le canal de Roanne à Digoin, alors en construction (il ouvre en 1838). La Loire est franchie par un pont ferroviaire fin 1858, pour raccorder la ligne à celle du Bourbonnais. Entre Balbigny et Le Coteau, cette première ligne suivait un tracé différent de l'actuel, et on peut encore en trouver des vestiges bien visibles : tranchées et remblais reconvertis aujourd'hui en chemins vicinaux, et le plus ancien bâtiment ferroviaire de France encore existant, qui abritait la machine à vapeur fixe de Biesse (Saint-Marcel-de-Félines, Loire), construit en 1832 pour le plan incliné qui fut le premier construit en Europe continentale. Il est en cours de classement comme monument historique.
- 7 avril 1830 : concession à perpétuité du Chemin de fer d’Épinac à Pont d’Ouche, au profit de la Compagnie des houillères et du chemin de fer d’Épinac. Ce chemin de fer industriel de 28 km fut construit par Samuel Blum, pour le transport de la houille du gisement d’Épinac au canal de Bourgogne. À l’origine, ce chemin de fer à traction animale comportait des plans inclinés. À la suite de nombreuses vicissitudes, le chemin de fer est repris par l’État qui le confie ensuite au PLM.
- 24 août 1837 : inauguration de la ligne Paris - Saint-Germain-en-Laye. C'est la première ligne de France conçue uniquement pour le transport de voyageurs et exploitée avec des locomotives à vapeur. Concédée le 9 juillet 1835, longue de 18 km parcourus en 25 min (correspondant au parcours entre Paris et Le Pecq, rive droite de la Seine, côté bois du Vésinet (avant son urbanisation), elle est construite par l'ingénieur Eugène Flachat, à l'initiative des frères Pereire. Le pont de bois traversant la Seine ne pouvait supporter une ligne ferroviaire et le voyage vers Saint-Germain-en-Laye s'achevait en diligence (patache). Après la déviation de la ligne et la construction d'un pont ferroviaire, la ligne prolongée vers Saint-Germain-en-Laye est inaugurée le 14 avril 1847.
- 15 décembre 1837 : concession de la ligne de chemin de fer de Bordeaux à La Teste (proche d’Arcachon) à la Compagnie du même nom créée en 1838 par l’ingénieur Fortuné de Vergès, sur un projet de 1835 du notaire Louis Godinet. L’ouverture de la ligne eut lieu en 1841. En 1853, la ligne, en grande difficulté financière, est remise par l’État à la Compagnie du Midi des frères Péreire.
- 21 octobre 1838 : inauguration de la ligne Abscon - Saint Waast concédée à perpétuité le 24 octobre 1834. Chemin de fer à caractère industriel long de 15 km exploité par Compagnie des mines d'Anzin jusqu’à sa nationalisation en 1946. Outre le transport de la houille, ce chemin de fer assurait un service voyageur.
- 1838, Baptiste Alexis Victor Legrand trace le réseau grandes lignes en étoile centrée sur Paris, connu sous le nom d'Étoile de Legrand, similaire au réseau routier du XVIIIe siècle, et qui influença fortement la géographie économique et sociale de la France. Il reprend l'essentiel du mémoire de Pierre Michel Moisson-Desroches.
- 9 juin 1839, inauguration de la ligne de Montpellier à Sète (anciennement Cette).
- 15 juin 1839, inauguration de la ligne Nîmes – Beaucaire construite par la Compagnie des Mines de la Grand’Combe et des chemins de fer du Gard.
- 2 août 1839, inauguration de la ligne Paris - Versailles par le duc d'Orléans, concédée le 9 juillet 1836.
- 1er septembre 1839, inauguration de la ligne de Mulhouse à Thann créée par Nicolas Koechlin (Compagnie du chemin de fer de Mulhouse à Thann)
- 17 septembre 1840, inauguration de la ligne Paris – Corbeil, d’une longueur de 30,250 km, par la Compagnie du chemin de fer de Paris à Orléans, depuis la gare de Paris-Austerlitz, en suivant la rive gauche de la Seine. La présence de nombreux moulins le long de la rivière Essonne à Corbeil et de magasins à grains, avait justifié l'intérêt de cette ligne. La ligne de Paris à Corbeil reliait la gare d’Austerlitz à l’embarcadère de Corbeil et comportait six stations : Choisy-le-Roi, Ablon, Mons, Viry, Ris et Evry.
- 1841, inauguration de la ligne de Strasbourg-Ville à Saint-Louis entre Koenigshoffen et Saint-Louis, 134 km, première ligne internationale européenne, construite et exploitée par Nicolas Koechlin pour le compte de la Compagnie du chemin de fer de Strasbourg à Bâle.
- 8 mai 1842, accident de Meudon, première catastrophe ferroviaire en France.
- 11 juin 1842, « Charte » des chemins de fer : la loi relative à l'établissement des grandes lignes de chemin de fer, fixant le régime des chemins de fer en France, crée un modèle original de partenariat public-privé. L'État devient propriétaire des terrains choisis pour les tracés des voies et il finance la construction des infrastructures (ouvrages d'art et bâtiments). Il en concède l'usage à des compagnies qui construisent les superstructures (voies ferrées, installations), investissent dans le matériel roulant et disposent d'un monopole d'exploitation sur leurs lignes.
- 1er août 1842, premier bureau ambulant sur la ligne de chemin de fer de Strasbourg à Bâle.
- 6 novembre 1842, premier raccordement au réseau d'un pays voisin, entre Tourcoing et Mouscron (Belgique) : Ligne de Fives à Mouscron (frontière) (Ligne 75 en Belgique)
- 1842-45 : raccordement de Nîmes à Montpellier (créant "l'étoile" Sète-Beaucaire-La Grand' Combe). À cette occasion, édification des gares de style néoclassique de Nîmes et Montpellier, dont les façades monumentales existent toujours.

### Les grandes compagnies

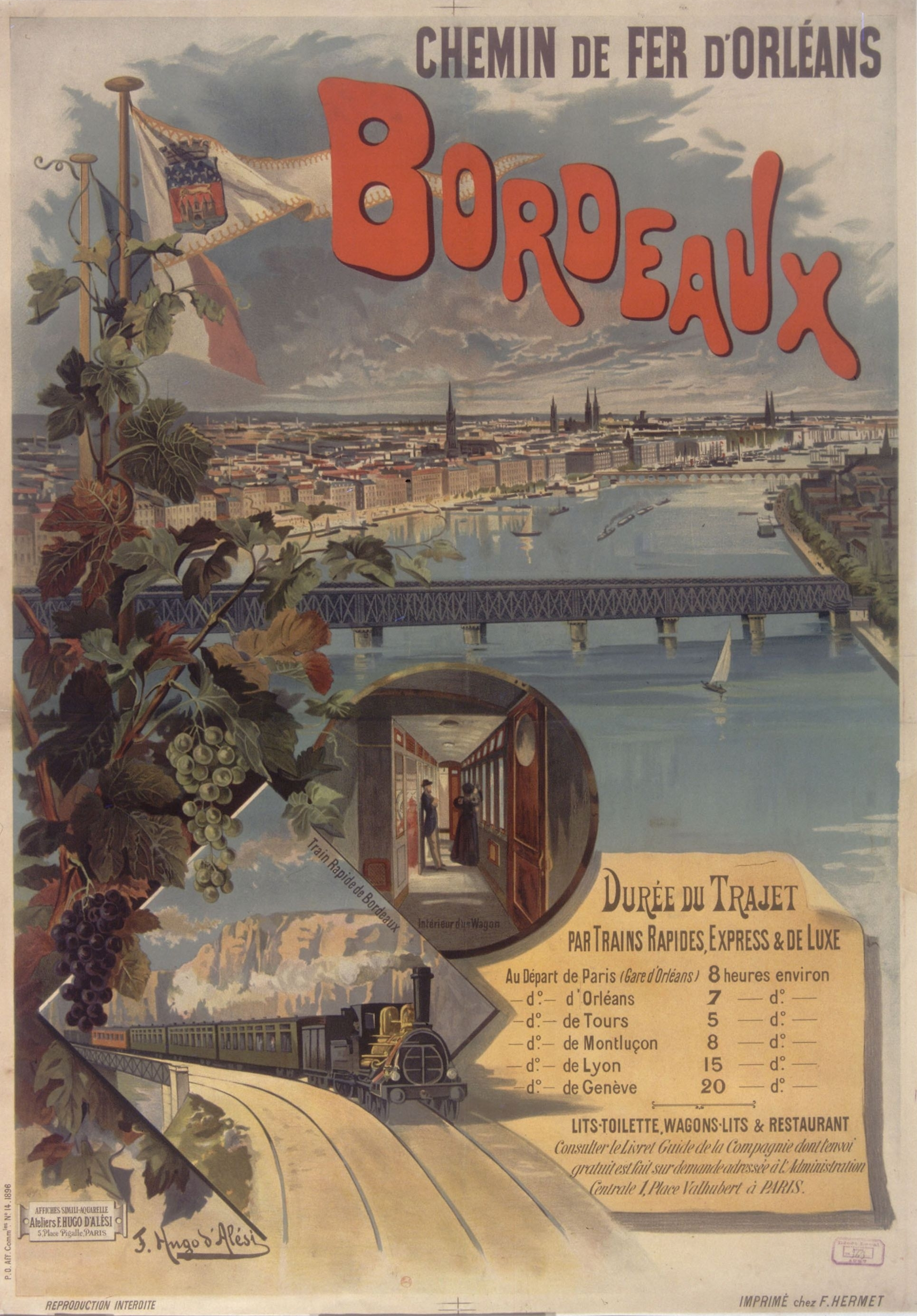
En 1897, Bordeaux n'est déjà plus qu'à 8h de Paris.

- 1859, conventions ferroviaires État-compagnies : à l’inspiration du duc de Morny, les lignes concédées sont réparties en six grandes compagnies.
- 1878, nationalisation des réseaux ferroviaires des Charentes (naissance du réseau de l'État).
- 17 juillet 1879, loi adoptant le plan Freycinet qui prévoit un programme de travaux destiné à porter le réseau ferré d'intérêt général de 29 600 kilomètres environ (dont 21 300 en exploitation) à 38 300, en y incorporant 8 800 km de lignes nouvelles à construire (incluant 2 500 km de lignes d'intérêt local déjà concédées). Ce plan qui devait permettre de desservir toutes les sous-préfectures fut quasiment achevé en 1914.
- 20 novembre 1883, loi portant approbation des conventions avec les six grandes compagnies (Compagnie de Paris-Lyon-Méditerranée, Compagnie d'Orléans, Compagnie du Midi, Compagnie du Nord[7], Compagnie de l'Est, Compagnie de l'Ouest).

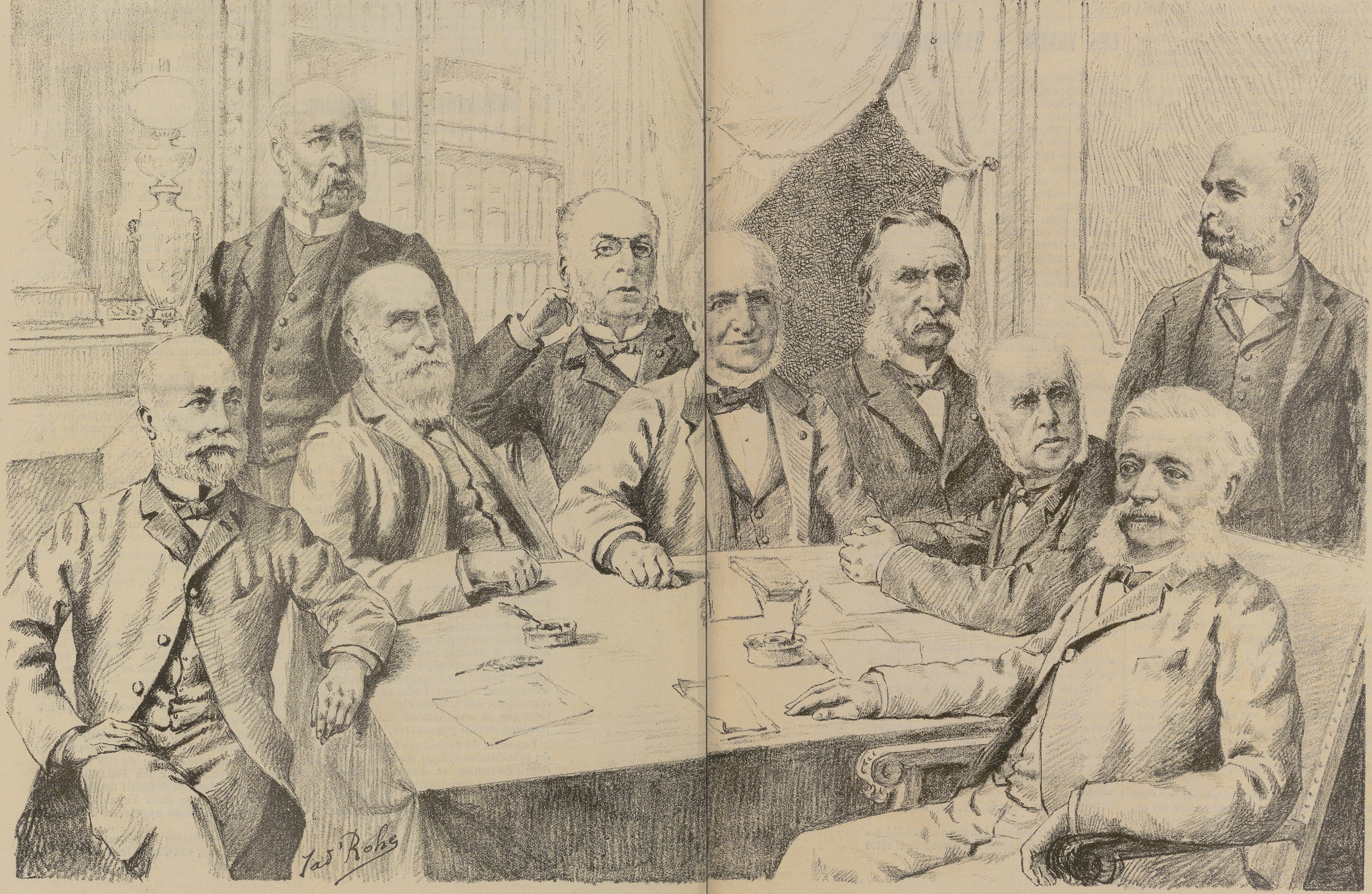
De gauche à droite : Eugène Caillaux, vice-président de la PLM,, président de la Compagnie de l'Est, Charles Mallet, président de la PLM,, président des Chemins de fer de l’État, Adolphe d'Eichthal, président de la Compagnie du Midi, Léon Aucoc, vice-président de la Compagnie du Midi, Edward-Charles Blount, président de la Compagnie de l'Ouest, Alphonse de Rothschild, président de la Compagnie du Nord et Alphonse Chodron de Courcel, président de la Compagnie d'Orléans (Nos financiers en robe de chambre, 25 février 1893).

Les rapports entre l’État et les compagnies sont complexes. L’État offre la concession, il impose les parcours et les conditions d’établissement. Concrètement, ce pouvoir est détenu par les ingénieurs des Ponts et Chaussées. En même temps, l’État peut offrir des subventions avant sa garantie d’intérêt aux nouveaux capitaux investis. Ce système se généralise à partir du Second Empire, moment où la puissance publique exige la construction de lignes de moins en moins rentables. La balance des transferts sera progressivement défavorable aux sociétés concessionnaires durant la seconde partie du XIXe siècle. Dans ce cadre, la compagnie la plus fragile, celle du Chemin de fer de l’Ouest, devient structurellement déficitaire : elle sera nationalisée en 1908. Le système de garantie d'intérêt accentue la tutelle de l’État sur les compagnies privées dont les comptes sont vérifiés en permanence par l'administration.
En 1866, le tarif moyen kilométrique par tête de passager est de 0,055 francs, soit le tarif de troisième classe.

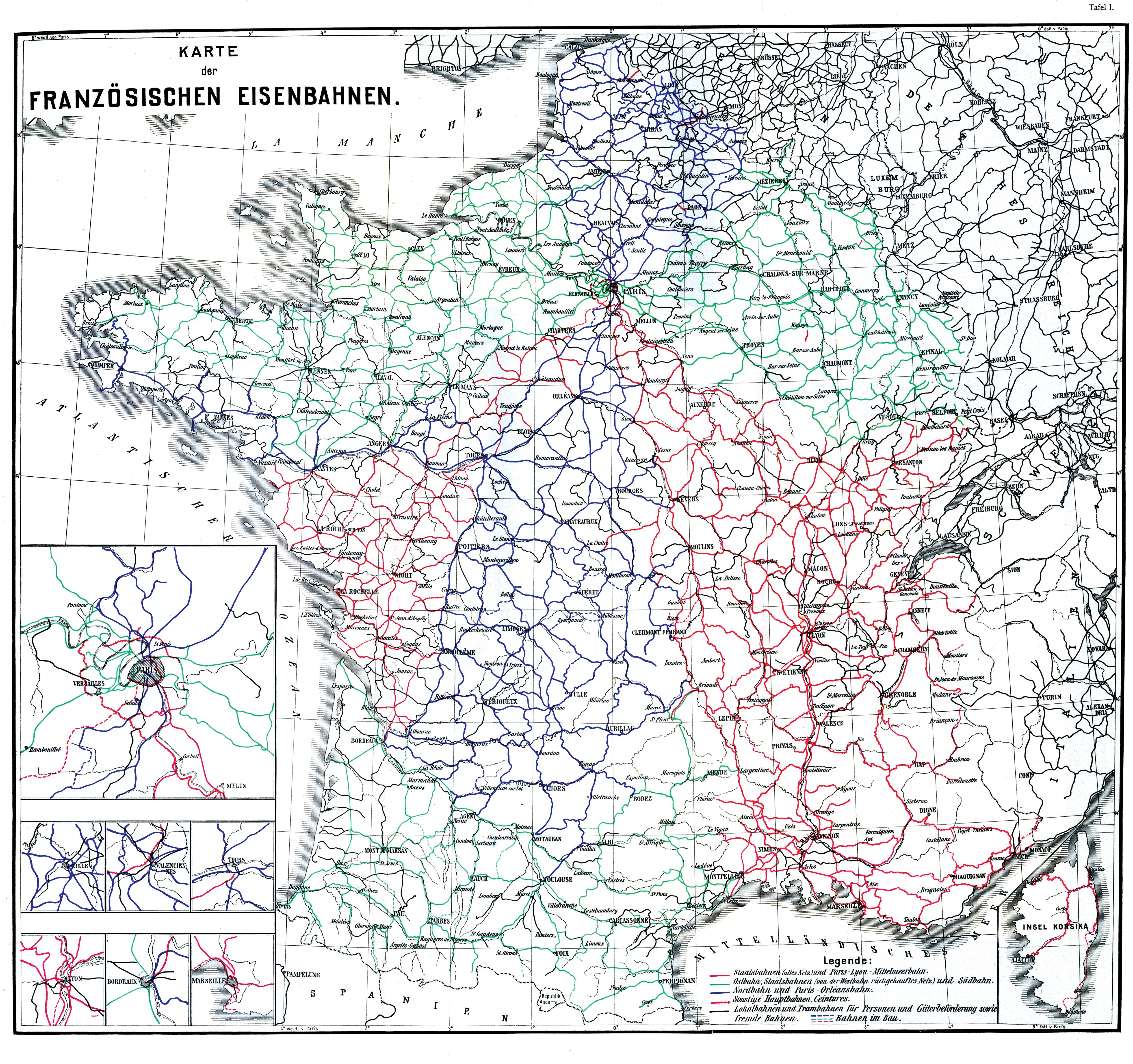
Les réseaux des compagnies en 1912.

### Le réseau d'intérêt local
- loi du 12 juillet 1865 autorisant les départements et les communes à exécuter, soit eux-mêmes, soit par voie de concessions, avec le concours et sous le contrôle de l'État, des voies ferrées d'intérêt local.
- 1928, le réseau d'intérêt local atteint son apogée avec 20 291 km[10].

### L'entre-deux-guerres

Carte des réseaux des cinq grandes compagnies et des deux administrations des chemins de fer en 1937, à la veille de la création de la SNCF.

- 1921, nouvelle convention ferroviaire le 28 juin. La convention de 1921 règle le sort de l’ensemble des réseaux. Elle met pratiquement fin à leur indépendance par la création d’un conseil supérieur des chemins de fer, d’un comité de direction et d’un fonds commun destiné à compenser les excédents et les déficits des différents réseaux ; l’équilibre est assuré par le jeu des tarifs[11].
- 1933, révision de la convention ferroviaire de 1921.
- 1934, le gouvernement Doumergue d'union nationale décide de contingenter provisoirement par voie réglementaire, en interdisant toute nouvelle activité, les transports routiers et fluviaux de voyageurs et de marchandises pour compte d'autrui. De plus, par un avenant de 1933 à la convention de 1921, les obligations imposées aux compagnies ferroviaires ont été allégées moyennant un contrôle plus étroit de leur gestion par l'État.

### La nationalisation
- 31 août 1937, décret-loi approuvant la Convention relative à la constitution de la SNCF[12].
- 1er janvier 1938, entrée en vigueur de la convention du 31 août 1937 portant création de la SNCF, avec le statut d’une société d'économie mixte dans laquelle l’État détient la majorité. L'exploitation des lignes de chemin de fer en France et les actifs s'y rattachant (infrastructure, gares, matériels…, à l'exception du domaine privé des anciennes compagnies) sont transférés à la société nouvellement créée. Pierre Guinand est nommé comme premier président de la SNCF.
- 1937-1939, coordination réglementée : près de 10 000 km de lignes ferroviaires sont fermés au trafic de voyageurs en 1938-1939[13].

### La Seconde Guerre mondiale
- 1er juillet 1940, la Reichsbahn commence l'exploitation directe du réseau Alsace-Lorraine.
- Août 1940, l'exploitation du réseau en zone occupée, hors Alsace-Lorraine est transférée dans son ensemble à la WVD (Wehrmacht Verkehrs Direktion) installée à Paris. À cette fin, les Allemands mettent en place, dans les ateliers et les gares importantes, du personnel allemand chargé de surveiller les cheminots. Une WVD est également installée à Bruxelles, qui a compétence sur une partie du Nord de la France.
- 15 août 1940, application des tarifs allemands sur le réseau Alsace-Lorraine, annexé de fait par la Reichsbahn.
- 11 septembre 1940, Pierre-Eugène Fournier, ancien gouverneur de la Banque de France, est nommé président du Conseil d'administration de la SNCF.

### L'après-guerre
- 1946 : confrontée à une pénurie de cadres, la SNCF, sous l'impulsion de son directeur général adjoint Louis Armand, met en place une promotion interne de ses salariés fondée sur la culture générale, l'EFG (École de Formation Générale de la SNCF) créée par Jean Quinson et qui remplace la Section des chemins de fer de l’École spéciale des Travaux publics[14].
- 1946 : ouverture de la première autoroute en France[15]. Le réseau autoroutier français va se développer et concurrencer les chemins de fer sur tous les niveaux (trafic local, trafic long distance, service de bus routier) et va atteindre la rentabilité des chemins de fer.
- 5 juillet 1949, la loi du 5 juillet 1949 définit les grands principes de la coordination des transports, notamment de la coordination rail-route, révisée ensuite par le décret du 14 novembre 1949. La coordination des transports de voyageurs reste fondée sur le contingentement, ce qui tend à figer l'offre de transports publics alors que la demande augmente rapidement. La coordination des transports de marchandises consiste à maintenir le contingentement de certains transports routiers pour compte d'autrui à grande distance et une coordination tarifaire incomplète, par manque d'informations fiables sur les prix de revient routiers.
- 1969 : contractualisation des rapports État-SNCF, deuxième vague de fermetures de lignes ferroviaires.
- 1969 : mise en service du «métro régional» entre Nation et Boissy-Saint-Léger, futur RER A.
- 1972 : fin de la traction vapeur pour le service voyageurs.
- 24 septembre 1975 : dernière liaison commerciale (service marchandises) d'une locomotive à vapeur, la 140 C 287, entre Troyes et Sainte-Colombe.
- 22 septembre 1981 : inauguration du premier tronçon de la ligne à grande vitesse Paris-Lyon, entre Saint-Florentin et Sathonay-Rillieux. Le TGV relie Paris à Lyon en 2 h 40. La vitesse limite sur la ligne est de 260 km/h, elle sera portée plus tard à 270 puis 300 km/h.

### Les réformes du système ferroviaire à partir de 1983
- 1er janvier 1983, à l'expiration de la convention de 1937, le statut de la SNCF est transformé, elle devient un établissement public à caractère industriel et commercial (EPIC) tout en gardant son sigle. Ces mesures s'insèrent dans le cadre de la loi d'orientation sur les transports intérieurs (LOTI) du 30 décembre 1982.
- 1987 création du sigle TER et début du conventionnement des transports collectifs régionaux.
- Fin 1987 : Phase initiant la séparation des filières avec la suppression du grade de Chef de gare. Le principe du chef unique responsable de tous les agents d'une gare disparaît. Les dirigeants n'ont plus autorité que sur leur fonction propre :
  - Les ex-Chefs de gare deviennent Techniciens transport-mouvement et n'ont plus autorité que sur la fonction transport.
  - Les dirigeants des autres filières prennent le titre de Technicien commercial voyageurs, Technicien commercial fret, Technicien administratif, etc., en fonction de leur filière propre.
- À partir de 1996 : finalisation de la séparation des filières avec la disparition de la notion de « gare » en tant qu'entité de travail, au profit de celle d'Équipe : création du titre de Dirigeant d'équipe (devenu Dirigeant de proximité (DPX) depuis 2001). Un DPX, basé dans une gare-mère, dirige une fonction sur un secteur géographique étendu à plusieurs gares ; il n'a donc autorité que sur les agents de son équipe, lesquels sont répartis dans plusieurs gares. Chaque fonction (infra, commercial, etc.) devient complètement indépendante de toutes les autres.
- 13 février 1997, loi portant création de Réseau ferré de France (RFF). RFF devient propriétaire et gestionnaire du réseau ferré français, et se voit transférer la dette relative au réseau. La SNCF devient une entreprise ferroviaire mais continue d'assurer l'entretien des voies et la gestion des circulations pour le compte de RFF dans le cadre d'une convention ad hoc.
- 19 mars 1999, création du Conseil supérieur du service public ferroviaire (CSSPF) ; cet organisme est chargé de veiller à l’unicité du service public ferroviaire et à la cohérence de sa mise en œuvre par RFF et la SNCF.
- 15 mars 2003, date d'ouverture du réseau français aux concurrents privés, français ou étrangers, dans le domaine du transport de fret (décret du 7 mars 2003).
- 17 février 2004 : délivrance de la première licence d'entreprise ferroviaire à une société privée (filiale d'Eurotunnel).
- 13 juin 2005 : Première circulation commerciale d'un train privé de marchandises de la société Connex au départ de Dugny, retardée par une manifestation des syndicats cheminots.
- 29 juin 2005 : Le ministre des transports délivre une licence de transports de voyageurs à la société Connex.
- 22 mai 2006 : Dominique Perben, ministre des transports, présente son plan de renouvellement du réseau ferroviaire, qui prévoit un grand effort pour le renouvellement et l'amélioration du réseau ferroviaire français.
- 13 décembre 2009 : La SNCF est officiellement mise en concurrence sur le transport international de voyageurs et le « cabotage » entre deux villes françaises pour un train en provenance ou à destination de l'étranger, en application de la directive D2007/58/CE. Néanmoins, aucune compagnie ferroviaire n'entre sur le marché. Pour accompagner le processus de libéralisation une autorité régulatrice, l'Autorité de régulation des activités ferroviaires (ARAF) est progressivement mise en place à partir de la fin 2009.
- Au 1er janvier 2015, la loi portant réforme ferroviaire du 4 août 2014[16] prévoit la réunification de la SNCF et de RFF au sein d'un groupe public ferroviaire unique. Un EPIC "mère" SNCF est chargé du pilotage stratégique du groupe et encadre les deux EPIC "filles" :
  - SNCF Mobilités, chargée de l'exploitation des trains de voyageurs et de marchandises.
  - SNCF Réseau, propriétaire et gestionnaire du réseau ferré national.
- Le 14 juin 2018, la loi « Nouveau pacte ferroviaire »[17] permet à la région Ile-de-France de mettre en concurrence à partir de janvier 2023 huit lignes Transilien exploitées par la SNCF. Les autres régions peuvent faire de même pour toutes les lignes de leurs territoires[18].
- En décembre 2019, les régions françaises ou l'État peuvent commencer à organiser des appels d'offres pour les transports conventionnés (TER, Intercités), en fonction des renouvellements de contrats[18].
- Au 1er janvier 2020, la SNCF devient une société anonyme à capitaux publics.
- En 2020, ouverture théorique des liaisons françaises en « open accès » (service librement organisé), TGV ou Intercités[18].
- Le 28 octobre 2021, le Conseil régional de la région Sud (ex-Paca) choisi à l'unanimité Transdev pour exploiter la ligne régionale Marseille-Toulon-Nice à la place des TER de la SNCF, à compter de juillet 2025[19].
- Le 18 décembre 2021, Trenitalia lance ses trains à grande vitesse Frecciarossa sur la ligne Paris-Lyon-Turin-Milan (deux allers-retours par jour), devenant ainsi le premier opérateur étranger à défier la SNCF sur le marché convoité de la grande vitesse en France[20]
- Le 22 décembre 2021, le Conseil régional de la région Grand Est vote le lancement de la procédure pour l'exploitation à partir du 8 décembre 2024 de sept liaisons représentant un total de 525 kilomètres au départ de Metz (Moselle), Strasbourg (Bas-Rhin) et Mulhouse (Haut-Rhin) vers les villes allemandes limitrophes de Trèves, Sarrebruck, Neustadt, Karlsruhe, Offenbourg et Müllheim[21].

## Évolution de la traction électrique en France
La première liaison ferroviaire électrique eut lieu en novembre 1893, sous l'impulsion de l'ingénieur Auvert du PLM. Elle a concerné des trains de charbons sur une ligne de 2,8 km entre les tunnels de Montmartre (372 m) et de la Béraudière (200 m), tous deux situés à Saint-Étienne, ville déjà berceau du rail avec la première ligne de Saint-Étienne à Andrézieux. L'exploitation a duré de 1894 à 1897. La locomotive était alimentée en 360 V par troisième rail. Une dynamo entrainée par la chaudière d'une machine "Crampton" à poste fixe fournissait le courant.
L'électrification des chemins de fer en France a vraiment commencé vers 1900. Le Paris-Orléans (PO) et la compagnie de l'Ouest (Ouest-État) choisirent le courant continu à 600⁄650 V avec alimentation par troisième rail pour électrifier des lignes de la banlieue parisienne. Ce choix s'explique par les avantages du moteur à courant continu : d'une part il permet de développer un couple important à basse vitesse, nécessaire pour faire démarrer un train, d'autre part on peut faire varier simplement sa vitesse de rotation, et donc celle de la locomotive dans une large plage. Cependant le choix d'une tension relativement basse (jusqu'à 700 V dans les premières années) limitait la puissance disponible.

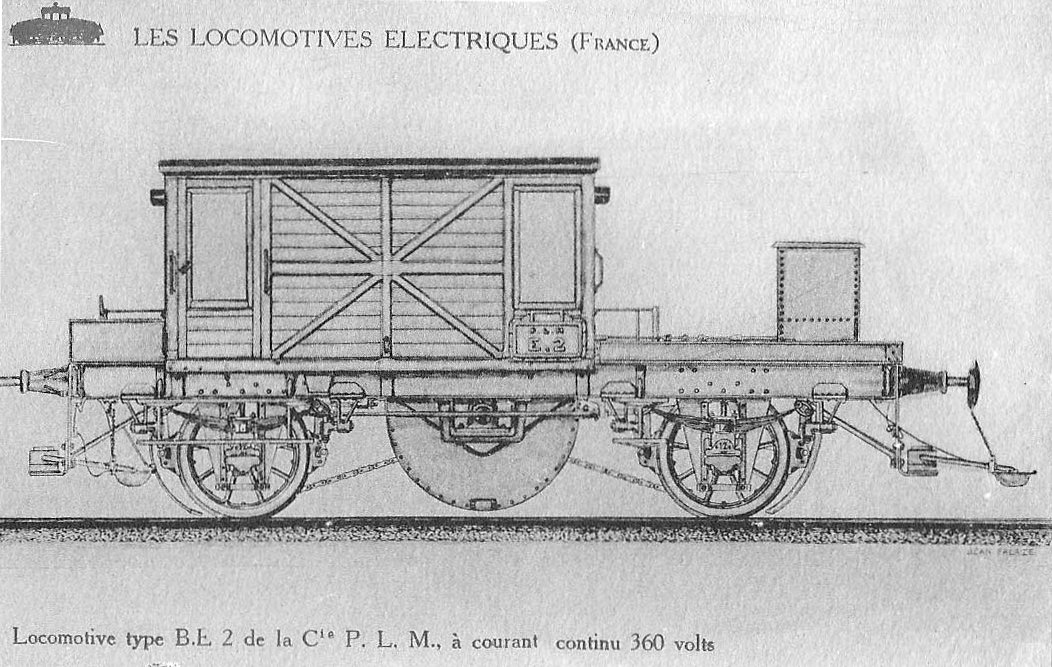
Première liaison régulière électrique en France (hors transports urbains) à Saint-Étienne en 1894 troisième rail 360 V).
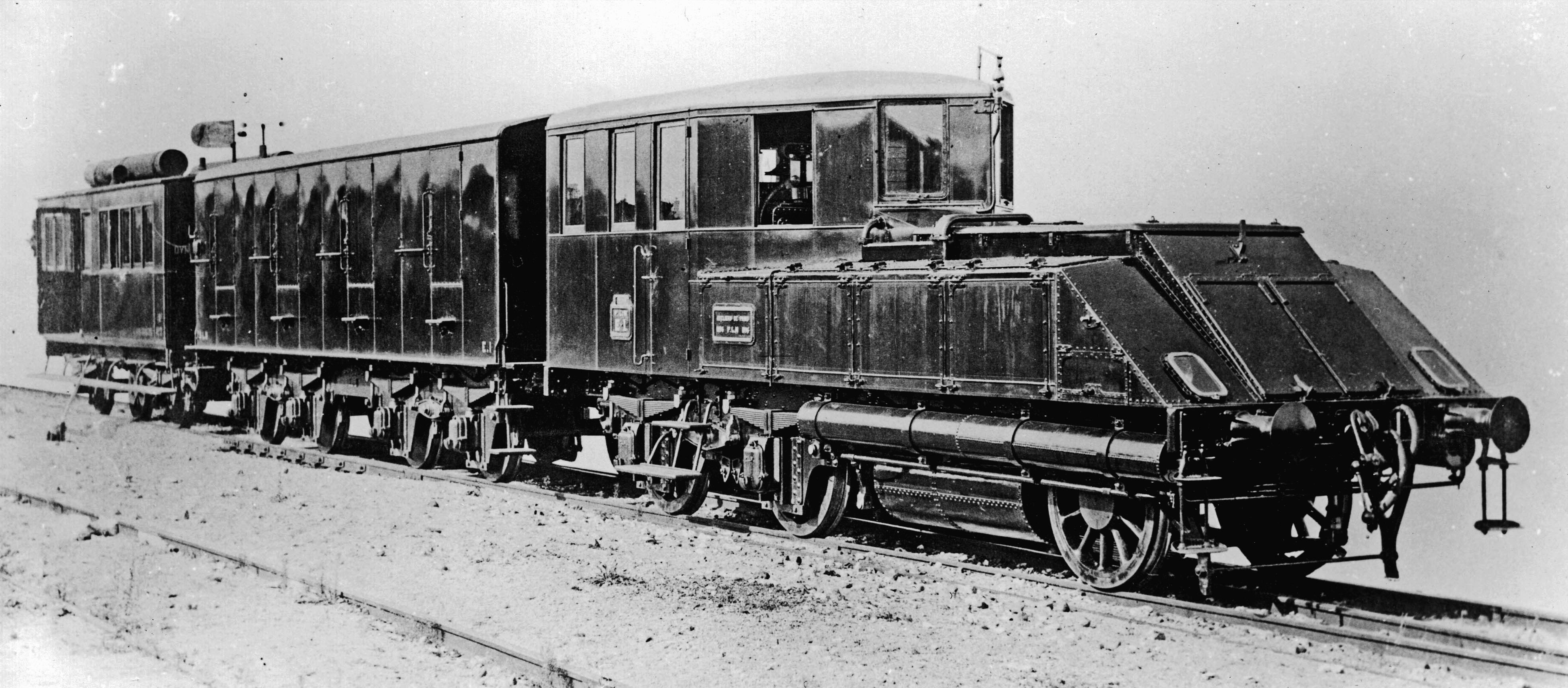
Prototype de locomotive électrique rapide 1Bo du PLM, alimenté en 360 V par accumulateurs, 1896-1905.
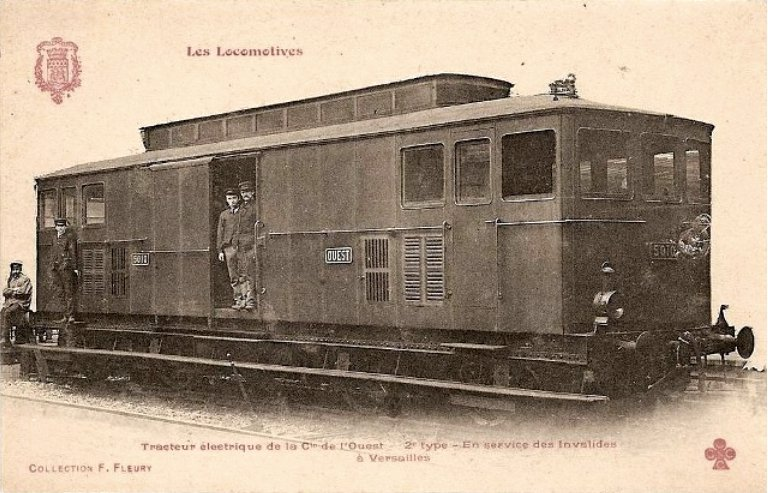
Locomoteur 5000 de l'Ouest, 1900, alimenté en 650 V par 3e rail sur la ligne des Invalides.
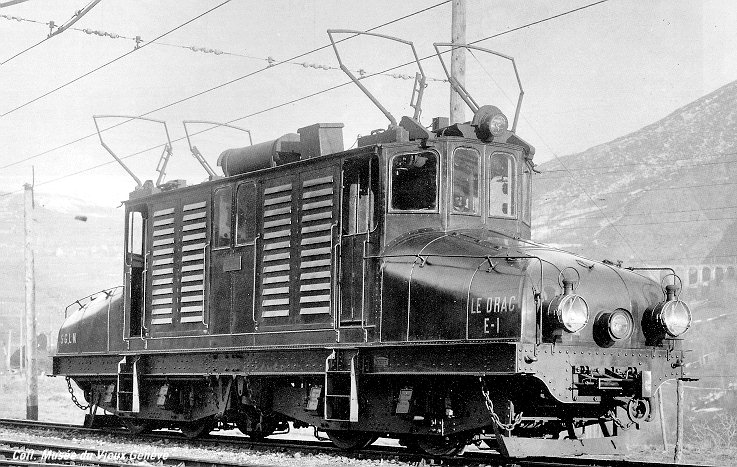
Locomotive E1 du chemin de fer de la Mure, 1903, alimentée par double ligne de contact + & -1 200 V.
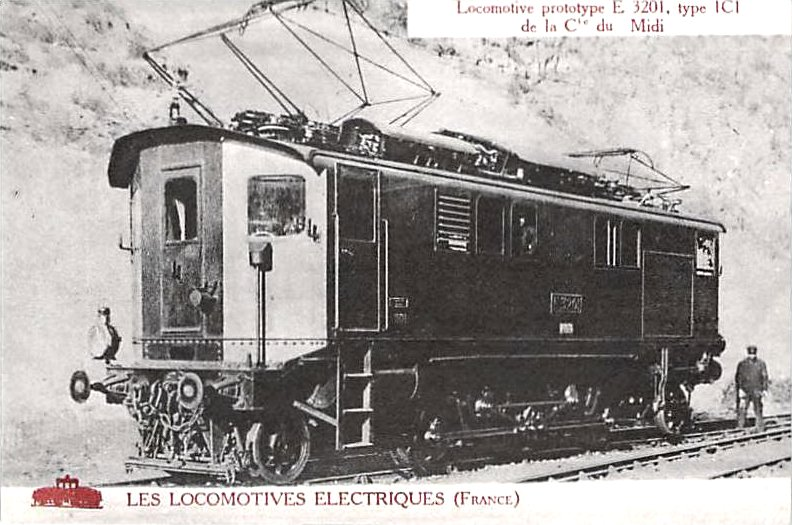
1C1 E 3201 du Midi, 1912, sous la caténaire 12 kV 16⅔ Hz de la ligne de Perpignan à Villefranche.

En 1908, la compagnie du Midi choisit d'électrifier ses lignes des Pyrénées avec du courant alternatif 12 kV à la fréquence 16⅔ Hz.
En 1920, le gouvernement, pour éviter une « balkanisation » du réseau, décida d'imposer le courant continu 1 500 V pour toutes les nouvelles électrifications.
La Suisse riche en houille blanche et qui disposait de constructeurs ferroviaires et électriques (Winterthur), a fait le choix des moteurs triphasés (moteurs industriels) sur la ligne du Simplon où l'on redoutait le courant continu du fait de faible tension et donc d'intensités élevées et la nécessité d'un rhéostat difficile à installer. En raison des contraintes techniques de l'époque, on s'en tint donc, après le triphasé qui est très complexe et peu souple (crans de marche réguliers), au monophasé. Mais un nouveau problème surgit : comment démarrer ? Plus la fréquence est élevée, plus il y a de commutations, plus cela entraîne de flashs, ce qui est néfaste au moteur à la mise en vitesse. Si la fréquence est de 50 Hz (fréquence du courant industriel), le courant changera 100 fois de sens à la seconde. Donc, on constata qu'aux environs de 15 Hz, cela était acceptable pour les moteurs en alimentation directe via un graduateur. On choisit 16 2/3 parce que c'était le tiers de 50 Hz, fréquence du réseau industriel naissant. Pour produire l'énergie, on utilisait des génératrices spéciales dans des centrales électriques du réseau électrique privé des compagnies de chemin de fer) ou l'on se servait de groupes tournants triphasés qui convertissaient du 50 Hz en 16 2/3. Pour le choix de la tension, au départ on utilisait du 10 à 12 kV selon les compagnies, qui fut relevé à 15 kV, du fait de la demande de puissance. C'est ainsi que le réseau du Midi, riche en houille blanche, lança un programme ambitieux d'électrification en 12 000 V 16 ²⁄₃ Hz. Perpignan-Villefranche fut la première ligne électrifiée par caténaire et la seule non convertie en 1500 V continu (jusqu'en 1984).
La première guerre ralentit les travaux et quelques lignes furent exploitées sous cette tension. Mais une mission française gouvernementale, après études aux États-Unis (où l'anarchie régnait dans les systèmes d'électrification) imposa à toutes les compagnies de métropole le 1500 V continu qui, si besoin était, pouvait être converti en 3 000 V. On imposa le 3 000 V au Maroc et en Algérie pour espacer les sous-stations. En fait, avec les connaissances techniques de l'époque, le 16 ²⁄₃ Hz était un bon système, meilleur que le continu mais il aurait fallu changer le système d'exploitation et alléger les trains de marchandises. De plus, les autorités militaires ne voulaient pas une tension identique à celle des Allemands pour des raisons stratégiques ! Il fallut attendre les années 1950 pour que le ministère de la défense lève son veto à l'électrification des régions industrielles du Nord-Est ! Et encore la ligne de Paris à Belfort ne fut-elle jamais électrifiée, elle est ainsi la seule ligne radiale dans cette situation.
Malgré les essais non satisfaisants de la ligne du Hollenthall électrifiée en 20 kV 50 Hz, les dirigeants allemands de l'époque envisagèrent de recourir au 25 kV 50 Hz qui donnait pleine satisfaction en France et au Luxembourg. Mais la frange bavaroise de la DB refusa ce mode au nom de l'unité du réseau allemand.

## Anecdotes
- Le professeur Dionysius Lardner a affirmé[réf. nécessaire] en 1830 « Le voyage en chemin de fer à grande vitesse n'est pas possible car les passagers incapables de respirer mourraient par asphyxie. »
- Le savant et homme politique François Arago a exprimé le 14 juin 1836, dans un discours à l’occasion du vote de la loi sur le chemin de fer de Paris à Versailles, ses doutes quant aux effets sur l'organisme des changements brusques de température et de son lorsque le train passe dans un tunnel : « Messieurs, aussitôt qu’on descend à une certaine profondeur dans le sol, on a toute l’année une température constante. À Paris et dans ses environs, cette température est de 8 degrés Réaumur environ ; personne n’ignore d’autre part, qu’en été, à l’ombre et au nord, le thermomètre de Réaumur (je parle de ce thermomètre, parce que vous en avez peut-être une plus grande habitude que du thermomètre centigrade), le thermomètre de Réaumur est quelquefois à 30 degrés au-dessus de zéro ; au soleil, la température est de 10 degrés plus considérable. D’ailleurs, on n’arrivera pas d’emblée à l’embouchure du tunnel ; les approches sont formées par des tranchées profondes, comprises entre deux faces verticales fort rapprochées, où le renouvellement de l’air sera très-lent, où la chaleur ne pourra pas manquer d’être étouffante. Ainsi on rencontrera dans le tunnel, une température de 8 degrés Réaumur, en venant d’en subir une de 40 ou 45 degrés. J’affirme sans hésiter que dans ce passage subit les personnes sujettes à la transpiration seront incommodées, qu’elles gagneront des fluxions de poitrine, des pleurésies, des catarrhes. »[22].
- Le 23 mai 1920, alors qu'il se rend à Montbrison (Loire) par le train, le président Paul Deschanel tombe du wagon non loin de Montargis.

## Sources